# Ballingry
Ballingry är en ort i Storbritannien.   Den ligger i kommunen Fife och riksdelen Skottland, i den centrala delen av landet, 600 km norr om huvudstaden London. Ballingry ligger 122 meter över havet och antalet invånare är 5 758. Den ligger vid sjön Loch Leven.
Terrängen runt Ballingry är platt söderut, men norrut är den kuperad. Runt Ballingry är det tätbefolkat, med 266 invånare per kvadratkilometer. Närmaste större samhälle är Glenrothes, 10,2 km öster om Ballingry. Trakten runt Ballingry består i huvudsak av gräsmarker.